# Mercedes-Benz GLC Coupe
Mercedes-Benz GLC Coupé (заводський індекс C253) — купеподібний SUV виробництва компанії Mercedes-Benz.

## Перше покоління (C253; 2016-2023)

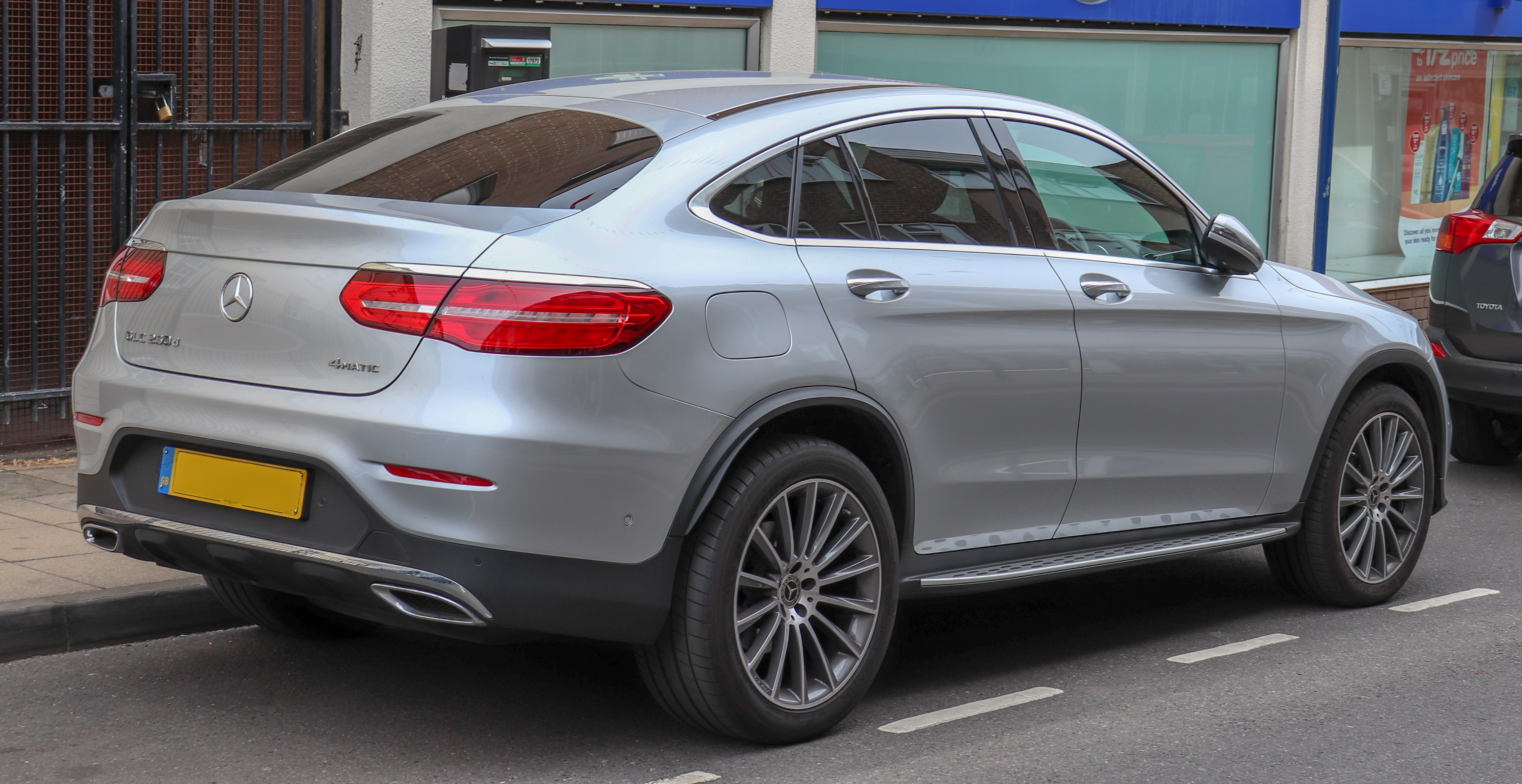
Mercedes-Benz GLC 250d 4Matic AMG Line Coupé

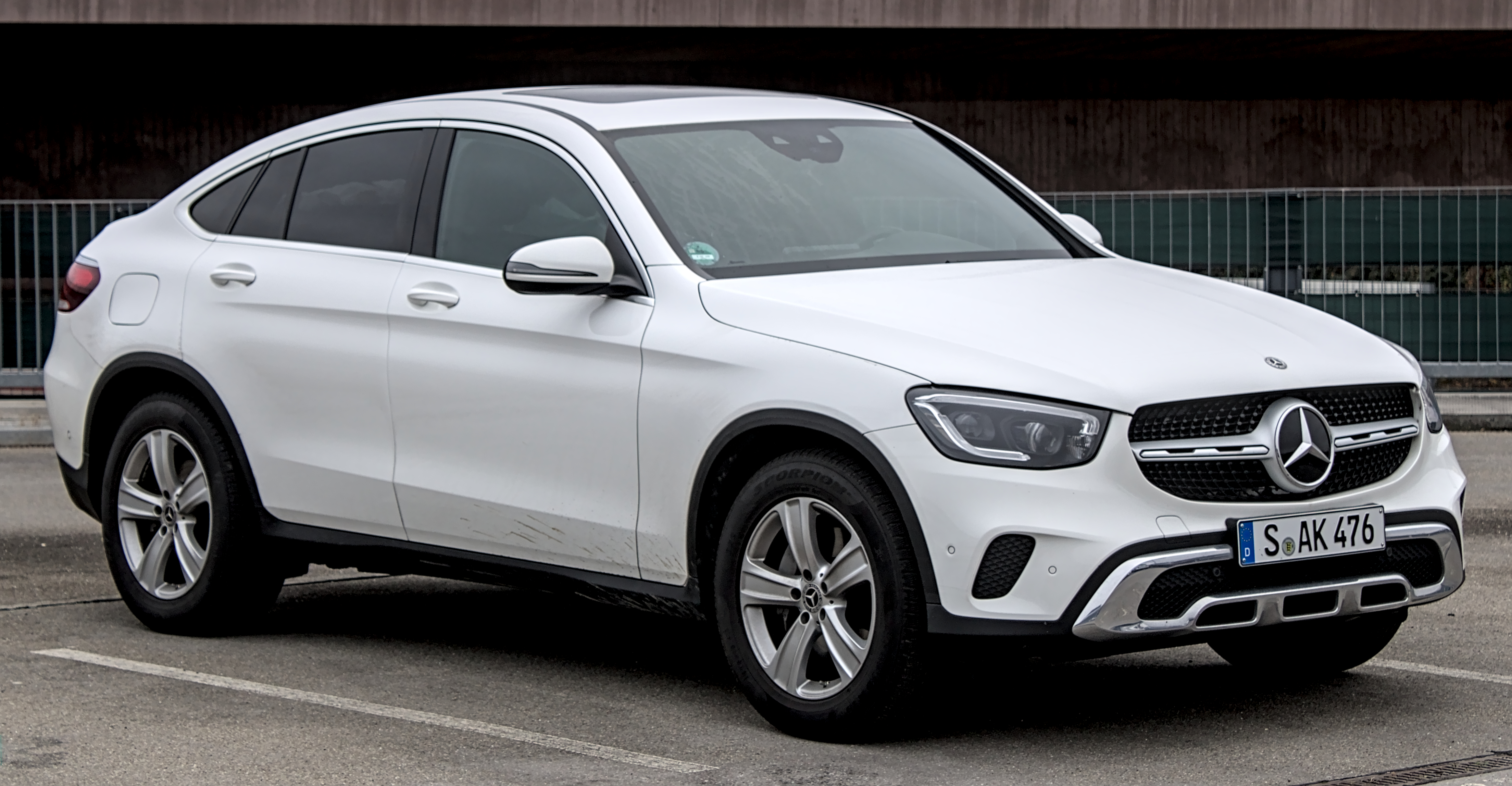
Mercedes-Benz GLC 300 Coupé (з 2019)

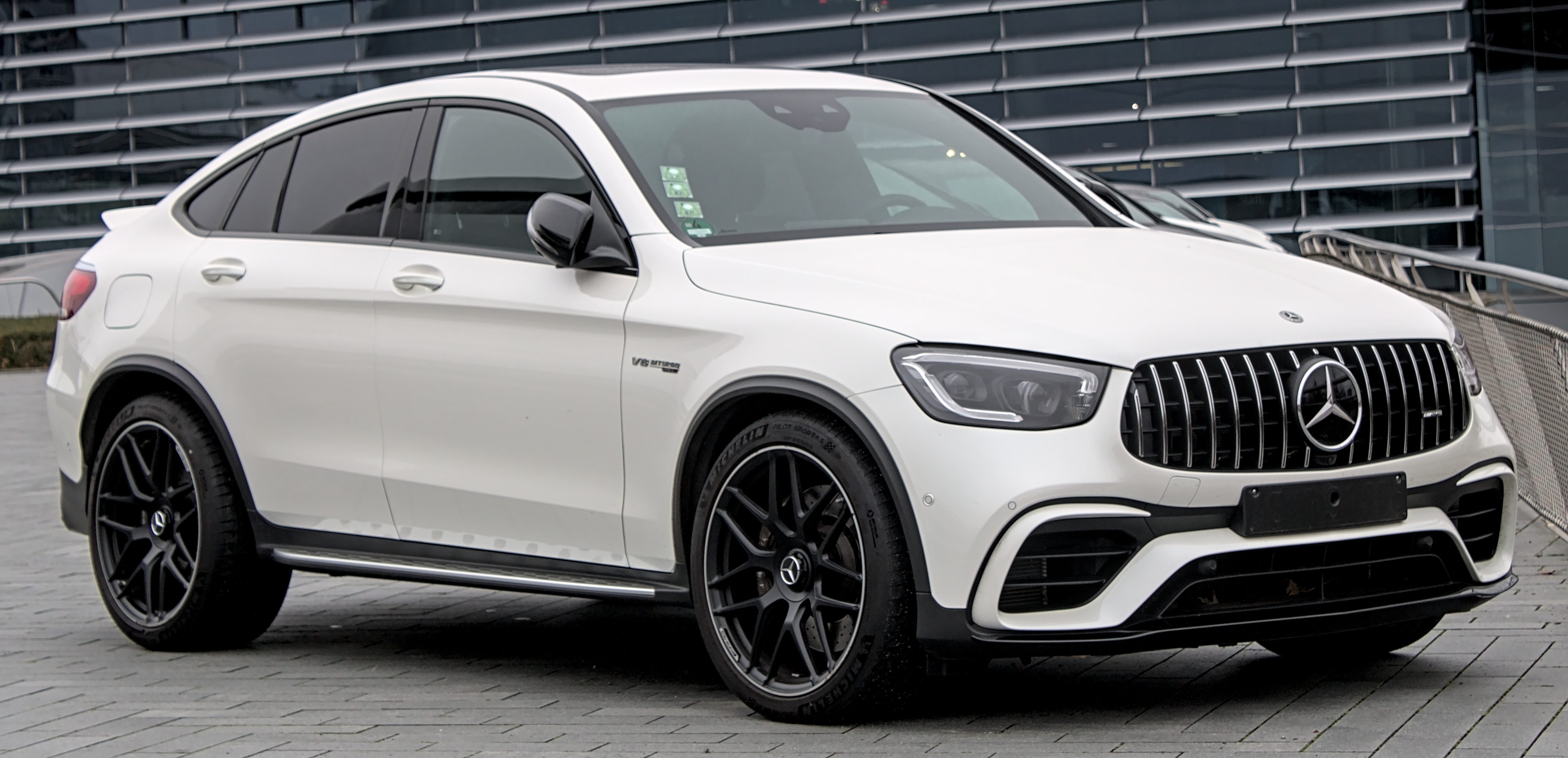
Mercedes-AMG GLC 63 Coupé

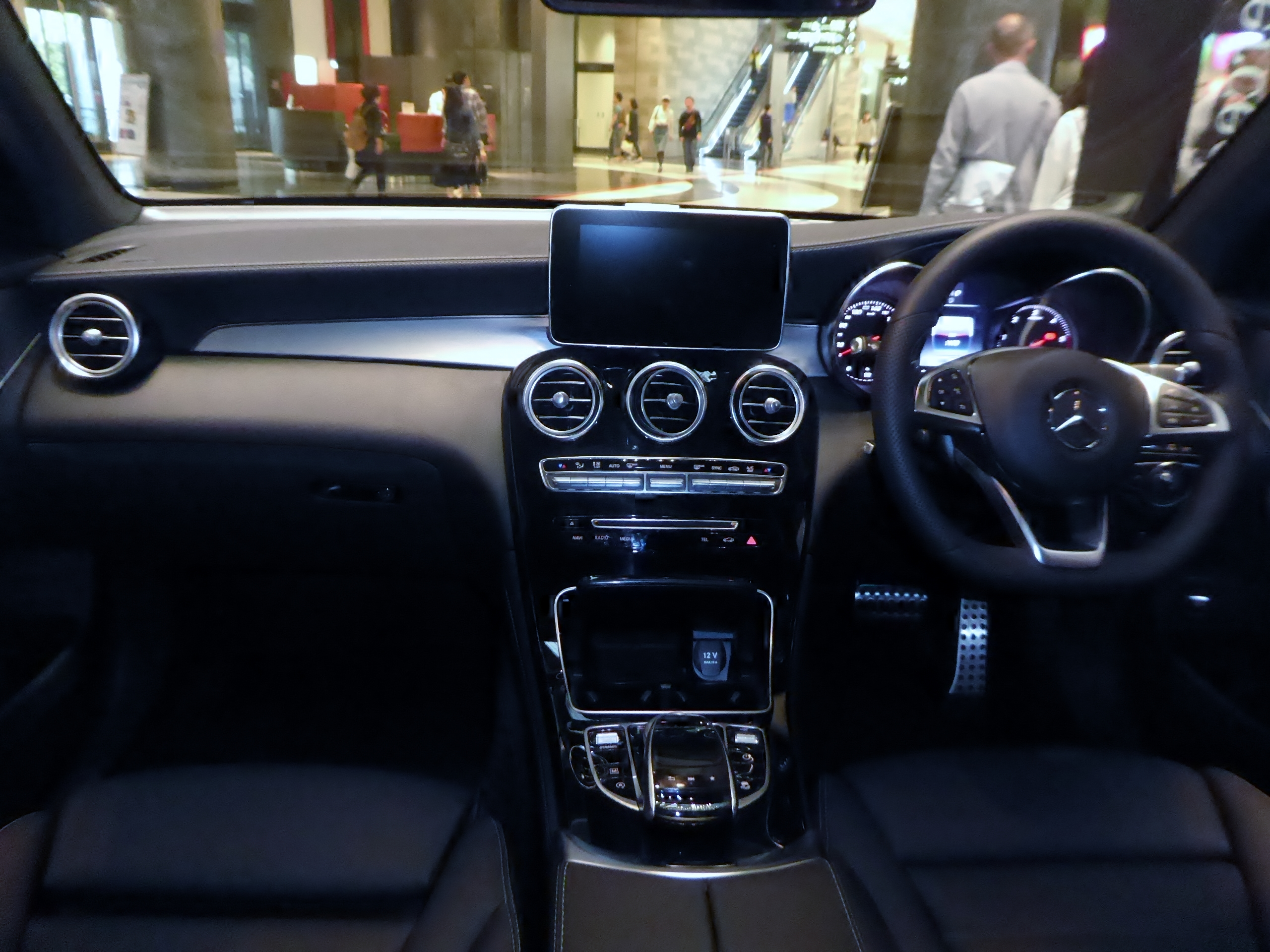
Mercedes-AMG GLC 220d 4Matic Coupé

Концепт автомобіля під назвою GLC Coupé дебютував на автосалоні в Шанхаї 20 квітня 2015 року. Серійна модель дебютувала на автосалоні в Нью-Йорку в 23 березня 2016 року.
Автомобіль збудований на платформі MRA, яка лежить в основі Mercedes-Benz C-класу (W205). Більшість вузлів є від GLC. Новинка отримала розширені колії спереду і ззаду, оригінальний кузов із заниженим профілем даху і сильніше нахиленими передніми стійками.
GLC Coupe довший і нижчий за GLC. При цьому коефіцієнт аеродинамічного опору у двох автомобілів ідентичний - 0,31. Об'єм багажного відсіку скоротився з 580 до 491 літра (з 1600 до 1400 літрів при складеному задньому дивані). Спеціально для GLC Coupe інженери Mercedes-Benz перенастроїли систему рульового управління Direct-Steer, що змінило передавальне відношення з 16,1:1 на 15,1:1. Кросоверу пропонується опційна пневмопідвіска Air Body Control і повний набір найсучасніших систем безпеки.
Автомобіль оснащений системою постійного повного приводу 4Matic.

### Двигуни
| Паливо | Модель       | Роки виробництва | Код двигуна     | Об'єм    | Потужність                                                      | Крутний момент             |
| ------ | ------------ | ---------------- | --------------- | -------- | --------------------------------------------------------------- | -------------------------- |
| Бензин | GLC 250      | з 09/2016        | M 274 DE 20 AL  | 1991 см³ | 211 к.с. (155 кВт) при 5500 об/хв                               | 350 Нм при 1200–4000 об/хв |
| Бензин | GLC 43 AMG   | з 2016           | M 276 DE 30 AL  | 2996 см³ | 367 к.с. (270 кВт) при 5500–6000 об/хв                          | 520 Нм при 2000–4200 об/хв |
| Бензин | GLC 63 AMG   | з 2017           | M 177 DE 40 AL  | 3982 см³ | 476 к.с. (350 кВт) при 5500–6250 об/хв                          | 650 Нм при 1750–4500 об/хв |
| Бензин | GLC 63 AMG S | з 2017           | M 177 DE 40 AL  | 3982 см³ | 510 к.с. (375 кВт) при 5500–6250 об/хв                          | 700 Нм при 1750–4500 об/хв |
| Дизель | GLC 220 d    | з 09/2016        | OM 651 DE 22 LA | 2143 см³ | 170 к.с. (125 кВт) при 3000–4200 об/хв                          | 400 Нм при 1400–2800 об/хв |
| Дизель | GLC 250 d    | з 09/2016        | OM 651 DE 22 LA | 2143 см³ | 204 к.с. (150 кВт) при 3800 об/хв                               | 500 Нм при 1600–1800 об/хв |
| Гібрид | GLC 350 e    | з 2016           | M 274 DE 20 AL  | 1991 см³ | 211 к.с. + 116 к.с. (155 кВт + 85 кВт) разом 327 к.с. (240 кВт) | разом 560 Нм               |

## Друге покоління (C254; з 2022)

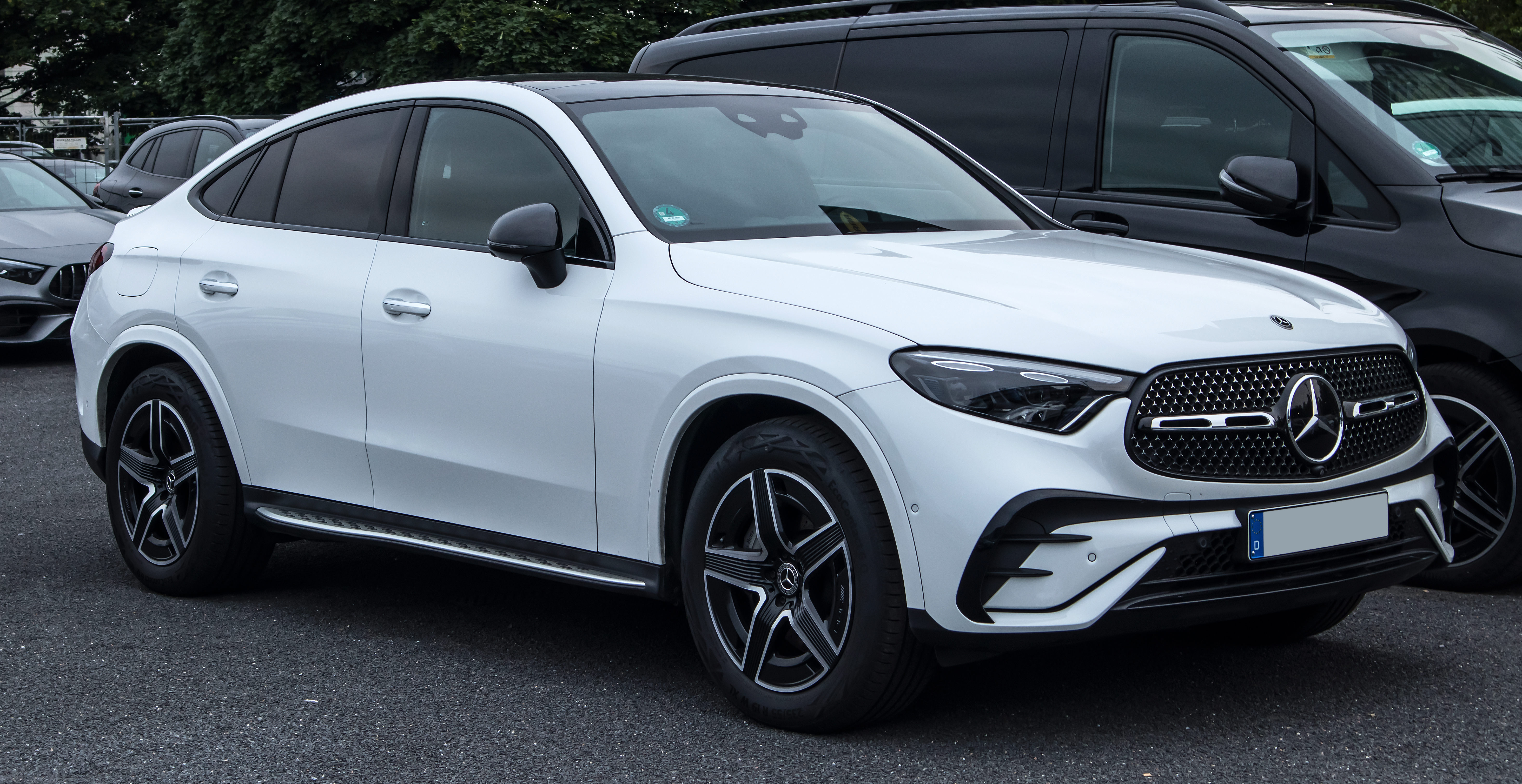
Mercedes-Benz GLC 220 d 4MATIC Coupe (C254)

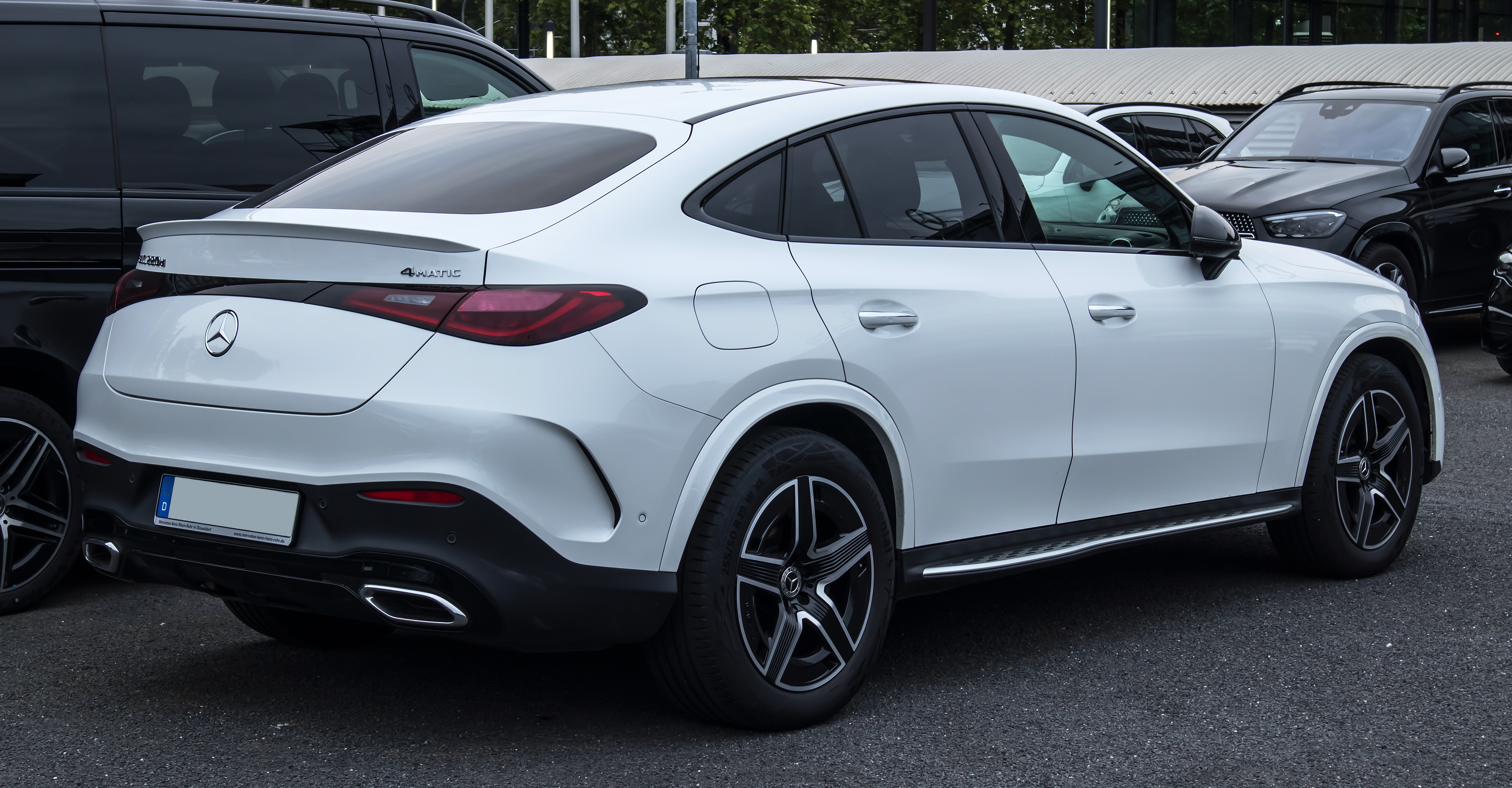
Mercedes-Benz C254

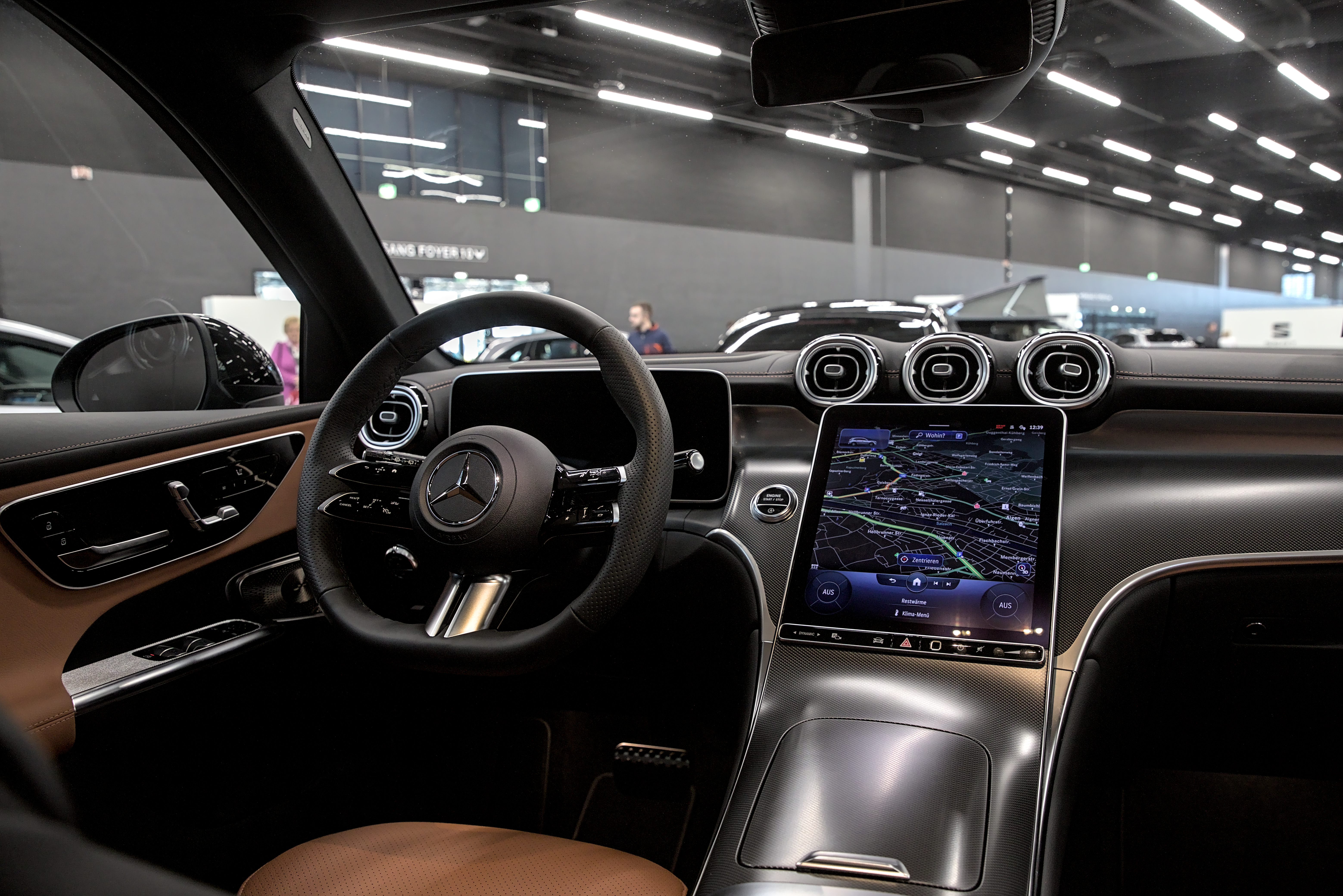

Після того, як у червні 2022 року дебютувало друге покоління GLC, наступник Mercedes-Benz C253 спочатку очікувався на кінець 2022 року. Нарешті, C254 був представлений у березні 2023 року. Вихід на ринок запланований на липень 2023 року.

### Двигуни
Бензинові:
- 2.0 L M254 E20 mild hybrid turbo (EQ Boost) I4

Бензинові PHEV:
- 2.0 L M254 E20 PHEV turbo (EQ Power+) I4

Дизельні:
- 2.0 L OM654 mild hybrid turbo (EQ Boost) I4

Дизельні plug-in hybrid:
- 2.0 L OM654 turbo PHEV I4